# Raped in Their Own Blood
Raped in Their Own Blood är det svenska death metal-bandet Vomitorys debutalbum, utgivet i november 1996. Albumet utgavs som CD 1996 och LP 2007. Sistnämnda år utgavs det även 100 exemplar i blodröd vinyl.

## Låtlista
1. "Nervegasclouds" – 5:19
2. "Raped in Their Own Blood" – 3:22
3. "Dark Grey Epoch" – 3:15
4. "Pure Death" – 3:11
5. "Through Sepulchral Shadows" – 4:56
6. "Inferno" – 2:44
7. "Sad Fog over Sinister Runes" – 4:50
8. "Into Winter Through Sorrow" – 4:22
9. "Perdition" – 2:50
10. "Thorns" – 5:41

## Medverkande
- Ronnie Olson – sång
- Thomas Bergqvist – elbas, bakgrundssång
- Tobias Gustafsson – trummor
- Ulf Dalegren – gitarr
- Urban Gustafsson – gitarr
- Daniel "Zakk Wylde" Engström – gitarrsolo ("Pure Death")
- Vomitory – producent
- Living Skull – producent
- Volcanic Wolf – omslagsdesign
- H.P. Skoglund – fotograf